# Moral Panic: Changing Concepts of the Child Molester in Modern America
《Moral Panic: Changing Concepts of the Child Molester in Modern America》（標題大意：《道德恐慌：猥褻兒童者的近代美國概念演變》）是宾夕法尼亚州立大学歷史與宗教研究系教授菲立浦·詹金斯撰寫的書籍，於1998年經耶魯大學出版社出版。他在著作中借用英國社會學家斯坦利·科恩等人提出的道德恐慌來形容美國社會對兒童性侵害及安全的關注，並採用了社会建构主义視角去描述他們在有關議題上的信念及反應轉變。

## 內容
詹金斯在《Moral Panic》一著中借用英國社會學家斯坦利·科恩等人提出的道德恐慌來形容美國社會對兒童性侵害及安全的關注，並採用了社会建构主义視角去描述他們在有關議題上的信念及反應轉變，從中總結出三波「道德恐慌」。他在著作中刻畫了各種有關概念的變遷，指出美國社會對兒童的定義、性罪犯的印象、可接受的兒童性表現會隨時代而出現變化。

### 第一波恐慌
《Moral Panic》寫道，在19世紀後期之前，美國司法系統對性罪犯的態度跟其他類型的罪犯沒有任何區別。當時美國只為避免女性身體在結婚前出現「破損」，而把最低合法性行為年齡普遍設定為10歲。直到理查德·冯·克拉夫特-埃宾和哈维洛克·艾利斯的著作於世上流傳後，當地才開始把性罪犯視為「特殊的罪犯」看待。在進步時代，女性主義者為爭取女性擁有跟男性一樣的選舉權利而發起運動。除此之外，他們亦跟社會工作者和社會改革提倡者一起為打擊性傳染病、人口販賣、兒童受剝削的情況而努力。在此一倡議底下，再加上當時社會亦出現了不少跟性犯罪有關的報導，皆使得立法者決定把最低合法性行為年齡提高。女性主義運動在成功為女性爭取選舉權後陷入沉寂，讓上述因共同目標而努力的聯盟消散。

### 第二波恐慌
到了1930至1950年代中期，受到當時較引人關注的性犯罪影響，精神病學界及公眾開始視性罪犯對兒童充滿危險性和有暴力傾向。美國政府和傳媒亦不斷地提及該些事件。前者為回應社會對這類議題的關注，而開始針對「性變態」訂立法律。容許當局安排「性變態」接受精神科治療，同時限制任何涉嫌從事「變態行為」的疑犯的法律權利，警權亦得以擴充。不過這類型的法律相對較少被執行，實際操作上象徵意義大於實際意義。第二次世界大戰後（1945年至1957年），美國各地政府亦以幫助修補家庭為由，修訂與性有關的法律，容許無限期拘留部分被視為危險的性罪犯。任何從事同性性行為者一旦被發現，亦會安排他們接受電擊療法等治療。男童自小則被教育需擁有正確的男性舉止，以避免日後成為「變態」。

### 性革命時代
在1950年代中期至1970年代中期期間，美國社會開始批判上述話語，認為它們只是社會有權者及媒體希望傳達給公眾的刻板印象。作者把這種轉變歸因於自由派崛起、性革命、青年文化的整體態度、性罪行常被視為白人女性誣告黑人男子的手段。人們開始對精神病學診斷感到不滿，認為那不過是一群醫師根據過時的標準來為人們貼標籤。到了1960年代，規管「性變態」的法律因違背人權而受到更多批評，最終被廢除。
與此同時，精神病學界及學術界亦關注濫用精神病學診斷等較為宏觀的社會問題，前者開始不把性罪犯視為危險，而是認為他們只是人格出現問題。當時的美國社會不那麼關注性暴力問題。相對地，有兒少或女性提出有關控訴時，社會會質疑他們背後是否有其他動機；精神病學界和法律界則傾向認為兒少和成年人之間的性行為為「糊塗之錯」，本身不嚴重，社會更應關注的是四周的過度反應，「輕視了這個問題的規模和嚴重性」。人們也接受真正的戀童者和近親性行為很罕見的信念，因此女性無需過份關注前者；後者曾被與金賽合作的性研究者瓦尔德尔·波默罗伊視為能為父女「帶來正面體驗」。由於法庭認為兒少擁有一定的性自決能力，所以判決上會區分涉及暴力的性犯罪和成人「被引誘」的性犯罪。法官會接納以被害者在過程中具有一定責任為由減刑。除此之外，娛樂產品也經常刻畫性竇初開的少年——當時的美國社會認為這是較為「真實」的情境。

### 第三波恐慌
自1970年代後期起，女性主義者為了改變人們輕視性暴力的社會環境，而開始書寫有關女性和兒童在身體及性方面被害的事。並在這議題上跟保守派結盟，共同反對性騷擾、強姦、色情物品。此一趨勢令性革命時代走向結束。他們起初較關注不涉及性的身體虐待。但之後把關注延伸到性侵害上。作者認為他們把兒童也納入關注點的舉動吸引了外部人士接觸女權運動，最終成功引起社會廣泛關注，媒體、立法者、研究者紛紛聚焦於此一議題。他們從原本只關注近親性虐待，到後來把焦點擴展至家庭外部，關注綁架兒童、兒童色情、戀童癖集團、日間托兒所虐待、撒旦儀式虐待、恢復性記憶等議題，形成了一場「儿童保护運動」。運動參與者在運動中為達到引起關注等目的，作出不少有關戀童癖集團和兒童色情的失實宣稱。儘管他們不少的關注點最終被證實為虛驚一場，例如有關戀童癖集團的指控很多時候最後無法成功入罪。但關注強度始終沒有減弱。
參與者亦採用較寛鬆的定義來界定「虐待」，以令報告上的統計較為「煽情」，例如把接觸色情物品跟被強姦一概稱為虐待。他們還把一開始的近親性虐待研究結果套用在其他較輕微的案例當中。即使如此，美國大眾很多時候會相信該些數字及宣稱，成為了他們的共同認知。部分引起大眾關注的煽情案件讓當地人認為可以向涉嫌從事有關行為者行使獵巫行動。在上述恐慌下，美國國會決定以「寧嚴勿鬆」的姿態面對。最終它訂立了對外公開之前曾被定罪的公民的所在地的法律，並再度容許性罪犯無限期被拘留，跟從民意降低檢控及起訴難度。詹金斯認為上述舉動侵害了公民自由，罰則也不符比例。除此之外亦寫道，北美男人男童戀愛協會因此一社會氛圍而開始被主流同性戀運動所排斥。保守派則以保護兒童為由，推行各種管控，如互聯網資訊審查、控制青少年的行動、指責同性戀的不是。
作者認為，這一波恐慌的出現，是因為支持恐慌的主張在市場競爭下成功吸引大眾情感。它的成功可歸因於各種因素，像是人口結構改變、政治及經濟意識形態、投入勞動市場的女性持續增加、醫療體系對越軌行為的關注等等。各持份者也有意透過製造失實宣稱來獲益，例如社福機構會以此證明自己為何需繼續存在、女性主義者利用它來抨擊男性對女性的壓迫、精神科醫師及社會工作者從中獲得名望、政治家以回應選民在此事上的關注來獲得支持、宗教及道德團體則借該一風氣推廣保守理念、媒體以此為題吸引大眾消費。他也在成書時預測此一恐慌在短期內不會消失，打破了以往的循環週期，令美國人習慣利用針對兒童的性犯罪來解釋不同的社會問題。同時由於英國等國家經常借鑒美國法律，所以美國的保護兒童觀念亦有向外輸出的趨勢。

## 評價
《Moral Panic》得到了加州大學爾灣分校的瓦莱丽·詹内斯（Valerie Jenness）、天普大學心理學系的布鲁斯·瑞德（Bruce Rind）、德州大學達拉斯分校的帕特里克·J.瑞安（Patrick J. Ryan）、孟菲斯大学歷史系的约瑟夫·M.霍斯（Joseph M. Hawes）讚揚。前兩者更認為它的分析「很好」或「嶄新」。倫敦南岸大學心理學部的保拉·雷维（Paula Reavey）稱讚著作的深入程度。不過曾為多份同性戀報刊執筆的马克·麥哈里（Mark McHarry）形容著作本身「不算創新」，內容涵蓋度亦只能扮演深入研究的起步點的角色。北卡罗来纳大学教堂山分校的安东尼·奥伯沙尔（Anthony Oberschall）對著作的可讀性和論據表示讚賞，並認為它能帶出「當兩個對立的群體合盟對抗某一議題時，便應謹慎」的教訓。詹内斯指它是「社會史和社會學[研究]的典範」；霍斯同樣認為「它在社會建構研究中有着出色表現」。印第安納大學的喬安妮·迈耶罗维茨（Joanne Meyerowitz）對著作的洞察力表示好評。《新共和》的玛格丽特·塔尔博特（Margaret Talbot）認為這著作「優秀」，且比《Erotic Innocence》「更清醒」。瑞安和曾於加州大學戴維斯分校圖書館任職的格雷戈尔·A.普雷斯顿（Gregor A. Preston）推介該著作给研究童年虐待的人閱讀。后者更认为研究性罪犯的也應該閲讀之。
詹内斯、霍斯、馬里蘭大學學院市分校犯罪學及刑事司法學系的埃里希·古德（Erich Goode）讚揚著作講述什麼因素促使美國公眾接受各種有關兒少性侵害的宣稱那部分。古德指這部分「寫得最好」，證明了道德恐慌為眾多歷史因素配合後出現的結果。不過詹内斯批評指作者提出的因素雖大多跟其他學者提出的一致，但由於其中某些為他原創，故欠理論上的說服力。雷维表示作者不應平等看待倖存者運動中的各項宣稱，而是應分析哪些較吸引公眾目光。迈耶罗维茨和麥卡瑞更寫道作者雖認為人口結構和道德恐慌之間存有關係，但此一宣稱缺乏證據證明或受證據質疑。瑞安另外指責作者虽有提及多項非文化因素如何影響公眾会否接受某類宣稱，但欠從美國文化角度分析當地把兒童的性視為禁忌的原因。塔尔博特亦指著作帶出了「為何美國那麼易受這類恐慌影響？」這道未解之謎，並認為第三波恐慌部分是由離婚率上升所推動，指由於繼父母較易侵害子女，所以其變得更引人關注。瑞德讚揚作者「成功」說明美國有關童年性侵害的普遍信念「不是受科學證據影響，而是建立在宣傳之上」。雷维認為這本著作能讓人看出立法者在兒童性侵害上欠理性，及「意識形態對虐待兒童的框架有何影響」。麥哈里指書籍反映了「道德恐慌對兒童和成人構成傷害」。
詹内斯和麥卡瑞讚揚《Moral Panic》能夠很好地把兩段發展过程相近的歷史環節作比較。霍斯認為它在說明公眾怎樣恐懼方面「做得很好」，但希望他能拿出證據，解釋他們的情感「是否合理」。雷维亦有類似宣稱，指它欠還原每一個年代的知識，而該些知識又如何影響社會。古德表示當中有关近亲性侵害和强姦的指控可以拿出根據證明，但撒旦儀式虐待和恢復性記憶則為人們誇大現實來說，甚至完全是根據腦海中的幻想。
加州大學柏克萊分校的保拉·S.法斯（Paula S. Fass）反批評詹金斯的歷史書寫，认为他欠關注人的心理和事件背景，而且不應該把歷史走向以週期總結，因為1930年代到1950年代期間美國社會在打擊性罪行上的關注主要落在青少年和成人身上，與之後重點關注兒少性侵害的情況不同。同時亦指著作不應該以沒訂立新的性法律為由把1920年代稱為週期的冷靜期，指當時社會大眾仍相當恐懼針對兒少的性侵害。不過讚揚其對法律演變的刻畫。奥伯沙尔亦有類似觀察，指著作較不重視大眾的態度。他亦推測與經常發聲者相比，沉默的大眾可能不那麼關注針對兒少的性侵害。迈耶罗维茨批評作者對女性主義者的描畫，沒有處理女性主義者之間的分歧，並錯誤指責他們認為性侵害是「『父權陰謀』的一環」。認為著作不準確刻畫部分史實的還有麥哈里，他除批評作者欠明確引用數據出處和提供線上參考資料的連結外，亦指他錯誤地宣稱美國的兒童色情法一開始就禁管有，而这一規定事實上後來才加入；麥哈里亦表示北美男人男童戀愛協會即使在1980年代也受一些女同性戀者和未成年人支持，而非一面倒反對——這些人認為它應成為同性戀權利運動的一部分之餘，也有條件地接受未成年人和成年人之間的性關係。即使到了1998年，仍有同性戀運動參與者認為應與該等擁護成年人和未成年人之間的性愛關係的人持開放溝通態度。